# 阮福會
阮福會（越南语：／；1757年—1798年12月3日），又名尊室會（越南语：／），阮福映復國時期的大將。

## 世系
阮福會是第六代阮主孝明王阮福淍曾孫，秀郡公阮福秀之孫，該隊阮福勝第三子。

## 生平
阮福會早年在嘉定追隨阮福映進行復國運動，抵抗西山。被任命為掌後軍欽差督戰掌奇。景興四十四年（1783年），舊阮軍隊在仝宣之戰中失利，阮福映逃往河僊外海小島土珠嶼。阮福會則收集失散將士，在星阜據守，後突圍前往新和，與黎文勻兵合一處。次年（1784年），隨阮福映前往暹羅都城求援。等到回去後，和西山作戰失利，軍隊四散。阮福會和阮福暉率領殘兵保護阮福映再次前往暹羅求援。景興四十八年（1787年）秋，阮福映自暹羅返回越南，阮福會據守趙阜，西山兵不敢進犯。景興四十九年（1788年），阮福會擊退西山太保范文參。景興五十年（1789年）春，阮福會和武性在虎洲和西山交戰，迫使范文參投降。隨後和阮文張討伐嘉定地區的高綿軍隊。景興五十二年（1791年），授掌前軍營。景興五十四年（1793年），升欽差、平西大將軍、郡公。同年夏，阮福會率步兵進攻潘里，西山都督胡文緒逃回歸仁。隨後，阮福會兵分兩路，進攻施耐港，在土山大破阮文寶，阮文寶逃回歸仁。歸仁之戰結束後，阮福會留守富安城。不久又召還嘉定。
景興五十五年（1794年），阮福會再次進攻施耐，攻破西山數個堡壘而回。同年冬，阮福會屯兵婆地（今巴地市），策應武性。景興五十六年（1795年），阮福映親率大兵救援武性，阮福會率兵進攻庯諧屯（在今平順省），在壘江擊破西山司隸黎忠。戰事結束後，阮福會留駐延慶，征延慶、平康二府百姓當兵。景興五十七年（1796年），召還嘉定。景興五十九年十月二十七日（1798年12月3日），阮福會病逝，壽四十二歲。贈元輔功臣、特進、上柱國、掌營。
嘉隆三年（1804年），阮福會列祀顯忠祠。嘉隆六年（1807年），定望閣功，在一等。嘉隆九年（1810年），列祀中興功臣廟。明命五年（1824年），加贈特進壯武將軍、左柱國、太傅、郡公，諡忠肅，從祀世廟。明命十二年（1831年），贈佐運尊臣、尊人府左尊正、特進、壯武大將軍、前軍都統府掌府事、諒江郡公（越南语：／），諡肅武。明命十六年（1835年），明命帝以阮福會為“中興大臣之冠”，列祀武廟。

## 評價
黎文悅評價軍中諸將得失，稱“宋曰福勇而無謀；阮文誠謀而寡勇；惟會智勇兼全，真名將也。”

## 子女
阮福會有二子。
- 長子阮福禎，侍中侍衛領河中府管府事
- 次子阮福瑞，管奇